# Amnirana parkeriana
Espèce
Synonymes
- Rana albolabris acutirostris Parker, 1936
- Rana albolabris parkeriana Mertens, 1938
- Hylarana parkeriana (Mertens, 1938)

Statut de conservation UICN

 DD  : Données insuffisantes
Amnirana parkeriana est une espèce d'amphibiens de la famille des Ranidae.

## Répartition
Cette espèce est endémique de l'Ouest de l'Angola,.

## Étymologie
Cette espèce est nommée en l'honneur d'Hampton Wildman Parker.

## Publications originales
- Mertens, 1938 : Herpetologische Ergebnisse einer Reise nach Kamerun. Abhandlungen der Senckenbergischen Naturforschenden Gesellschaft, Frankfurt am Main, vol. 442, p. 1-52.
- Parker, 1936 : Dr. Karl Jordan's expedition to South West Africa and Angola : Herpetological collections. Novitates Zoologicae, Tring, vol. 40, p. 115-146 (texte intégral).